# Copa Libertadores de Futsal 2002
El Campeonato Sudamericano de Clubes de Futsal de 2002 fue la tercera edición de la principal competición de clubes de futsal del continente, la primera bajo la Conmebol. La fase final ocurrió en Hube Valido, Venezuela, la Zona Norte en Maracay, Venezuela y la Zona Sur en Montevideo, Uruguay, entre 9 de abril y 10 de octubre.

## Formato
El certamen se dividió en dos zonas: "Zona Norte" y "Zona Sur". La Zona Norte estaba formada por un grupo de cinco equipos, donde el primer clasificado pasó para la final. La Zona Sur se dividió en dos grupos de cinco equipos, donde el primero de cada grupo avanzó a la final de la zona. El ganador de la final zonal se clasificó para la final definitiva. En la final, el campeón de la Zona Norte y el campeón de la Zona Sur se enfrentaron en dos partidos en Venezuela.

## Zona norte
| Pos. | Equipo                 | Pts. | PJ | PG | PE | PP | GF | GC | Dif. |
| ---- | ---------------------- | ---- | -- | -- | -- | -- | -- | -- | ---- |
| 1.º  | Pumas del Ávila        | 10   | 4  | 3  | 1  | 0  | 31 | 14 | 17   |
| 2.º  | Polikennedy            | 9    | 4  | 3  | 0  | 1  | 20 | 14 | 6    |
| 3.º  | Univalle               | 7    | 4  | 2  | 1  | 1  | 24 | 20 | 4    |
| 4.º  | Deporcentro Casuarinas | 3    | 4  | 1  | 0  | 3  | 18 | 18 | 0    |
| 5.º  | Impaca                 | 0    | 4  | 0  | 0  | 4  | 11 | 38 | −27  |

|  | Clasificado a la final. |

### Resultados
| Univalle               | 8 - 6  | Deporcentro Casuarinas |
| Impaca                 | 3 - 16 | Pumas del Ávila        |
| Polikennedy            | 9 - 3  | Impaca                 |
| Pumas del Ávila        | 5 - 4  | Deporcentro Casuarinas |
| Impaca                 | 2 - 5  | Univalle               |
| Polikennedy            | 2 - 5  | Pumas del Ávila        |
| Deporcentro Casuarinas | 8 - 3  | Impaca                 |
| Univalle               | 6 - 7  | Polikennedy            |
| Polikennedy            | 2 - 0  | Deporcentro Casuarinas |
| Pumas del Ávila        | 5 - 5  | Univalle               |

## Zona Sur

### Grupo A
| Pos. | Equipo          | Pts. | PJ | PG | PE | PP | GF | GC | Dif. |
| ---- | --------------- | ---- | -- | -- | -- | -- | -- | -- | ---- |
| 1.º  | Banespa         | 12   | 4  | 4  | 0  | 0  | 39 | 6  | 33   |
| 2.º  | Adolfo Rojas    | 7    | 4  | 2  | 1  | 1  | 18 | 21 | −3   |
| 3.º  | Banco República | 6    | 4  | 2  | 0  | 2  | 22 | 12 | 10   |
| 4.º  | Franja de Oro   | 4    | 4  | 1  | 1  | 2  | 12 | 13 | −1   |
| 5.º  | Cosal           | 0    | 4  | 0  | 0  | 4  | 7  | 46 | −39  |

|  | Clasificado a la final de la Zona. |

#### Resultados
| Banco República | 11 - 0 | Cosal         |
| Franja de Oro   | 1 - 1  | Adolfo Rojas  |
| Banespa         | 18 - 0 | Cosal         |
| Banco República | 3 - 5  | Adolfo Rojas  |
| Cosal           | 4 - 10 | Adolfo Rojas  |
| Banespa         | 4 - 1  | Franja de Oro |
| Banespa         | 13 - 2 | Adolfo Rojas  |
| Banco República | 5 - 3  | Franja de Oro |
| Franja de Oro   | 7 - 3  | Cosal         |
| Banco República | 3 - 4  | Banespa       |

### Grupo B
| Equipes              | Puntos | PJ | PG | PE | PP | GF | GC  | DG  |
| -------------------- | ------ | -- | -- | -- | -- | -- | --- | --- |
| Carlos Barbosa       | 10     | 4  | 3  | 1  | 0  | 39 | 6   | 33  |
| Boca Juniors         | 7      | 4  | 2  | 1  | 1  | 18 | 21  | -3  |
| Universidad Autónoma | 6      | 4  | 1  | 3  | 0  | 51 | 15  | 36  |
| Peñarol              | 4      | 4  | 1  | 1  | 2  | 15 | 10  | 5   |
| Profetal             | 0      | 4  | 0  | 0  | 4  | 14 | 101 | -87 |

#### Resultados
| Carlos Barbosa       | 2 - 0  | Boca Juniors         |
| Peñarol              | 12 - 2 | Profetal             |
| Carlos Barbosa       | 1 - 1  | Universidad Autónoma |
| Profetal             | 2 - 5  | Boca Juniors         |
| Carlos Barbosa       | 39 - 1 | Profetal             |
| Peñarol              | 3 - 3  | Universidad Autónoma |
| Universidad Autónoma | 45 - 9 | Profetal             |
| Peñarol              | 0 - 1  | Boca Juniors         |
| Boca Juniors         | 2 - 2  | Universidad Autónoma |
| Peñarol              | 0 - 4  | Carlos Barbosa       |

### Final
| 14 de abril | Carlos Barbosa | 2-0 | Banespa | Montevideo |
| ----------- | -------------- | --- | ------- | ---------- |

## Final
| 10 de octubre de 2002 | Pumas                          | 4:7 (0:4) | Carlos Barbosa                                                                |  |  |
|                       | Peña 27' 36' 40' · Sánchez 36' |           | Rivero 3' 8' 23' · Emerson Rocha 15' 33' · Gabriel Dias 18' · Joan Santos 29' |  |  |

| 11 de octubre de 2002 | Pumas                                                               | 6:9 (4:7) | Carlos Barbosa                                                                    |  |  |
|                       | Falcon 6' · Peña 15' 18' · López 20' · Sánchez 24' · Colmenares 37' |           | Márquez 5' 13' · Rivero 8' 9' · Ronaldo Núnez 16' 17' 18' 19' · Emerson Rocha 31' |  |  |

|                                    |
|                                    |
| Campeón Carlos Barbosa 1.er título |